# Józef Marcinkiewicz (matematyk)

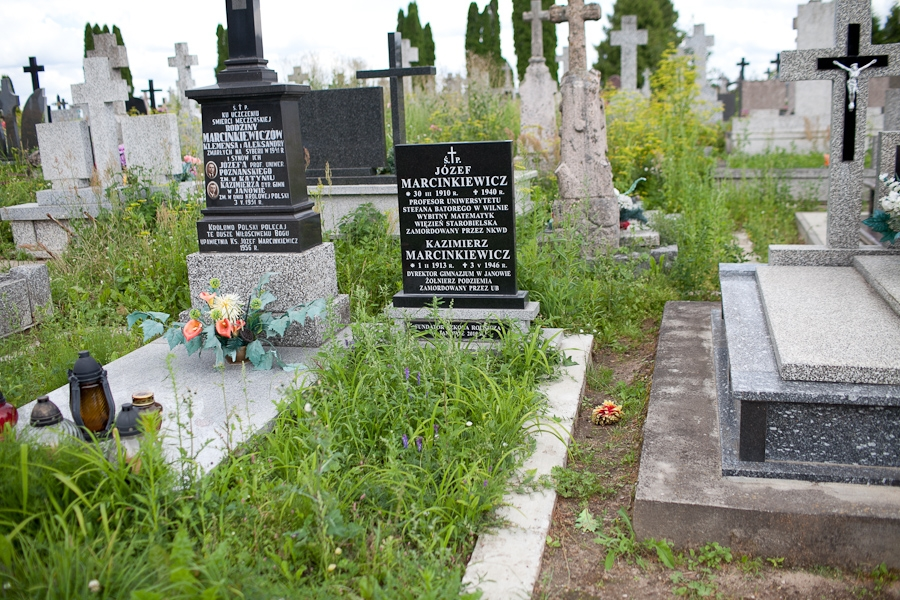
Symboliczny grób Józefa Marcinkiewicza na cmentarzu w Janowie (woj. podlaskie).

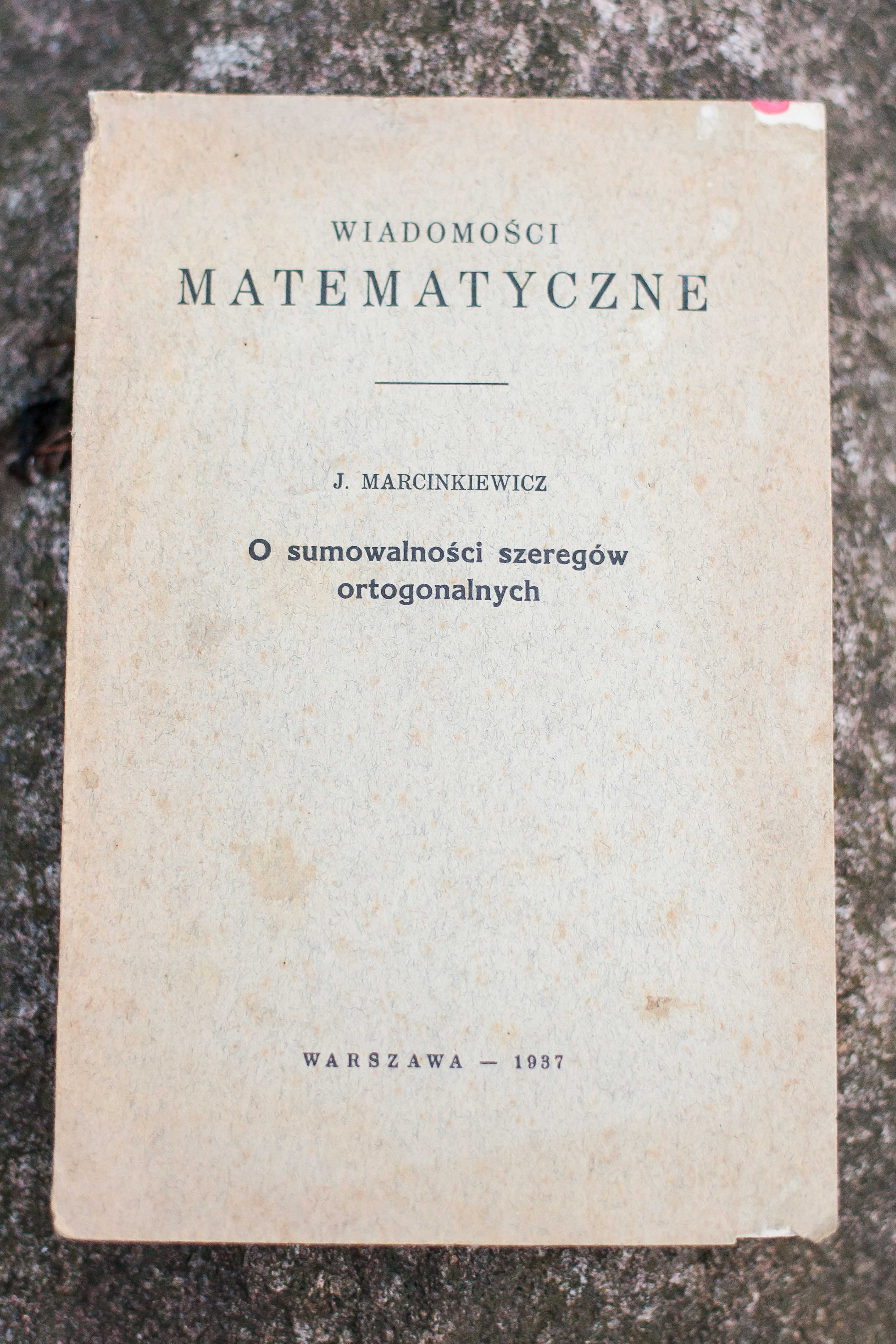
Osobne odbicie z tomu XLIV Wiadomości Matematycznych, 1937.

Józef Marcinkiewicz (ur. 30 marca 1910 w Cimoszce, zm. wiosną 1940 w Charkowie) – polski matematyk, autor prac z dziedziny analizy matematycznej, dr filozofii, docent Uniwersytetu Wileńskiego, porucznik piechoty rezerwy Wojska Polskiego, ofiara zbrodni katyńskiej.

## Życiorys
Urodził się 30 marca 1910 w Cimoszce, w rodzinie Klemensa i Aleksandry z Chodakiewiczów. W 1933 ukończył studia na Uniwersytecie Stefana Batorego w Wilnie. Już na drugim roku studiów rozpoczął pracę naukową. W 1935 na macierzystej uczelni uzyskał tytuł naukowy doktora filozofii, promotorem jego doktoratu był Antoni Zygmund. Został docentem na macierzystej uczelni USB. W 1934 ukończył dywizyjny kurs podchorążych rezerwy piechoty. W 1935, 1936/1937 i 1938 odbył ćwiczenia w 1 pułku piechoty Legionów w Wilnie na stanowisku dowódcy plutonu. Na stopień podporucznika został mianowany ze starszeństwem z 1 stycznia 1937 i 882. lokatą w korpusie oficerów rezerwy piechoty.
Był narzeczonym Ireny Sławińskiej.
W 1939, po otrzymaniu stypendium, wyjechał do Paryża, później do Londynu. Na wieść o zbliżającej się wojnie wrócił do Polski. Posiadał przydział w rezerwie do 41 pułku piechoty w Suwałkach. Z relacji ppor. piech. rez. Stanisława Kolankowskiego wynika, Józef Marcinkiewicz służył w rezerwowej 35 Dywizji Piechoty i walczył w obronie Lwowa. Spotkali się 20 września 1939 w rejonie Góry Stracenia. Po kapitulacji załogi miasta obaj dostali się do niewoli sowieckiej. Po raz drugi i ostatni spotkali się w pociągu, którym przewożeni byli jeńcy. Podróż do granicznej miejscowości Podwołoczyska trwała sześć dni. Ostatniego dnia Stanisław Kolankowski wyskoczył z jadącego pociągu, natomiast jego kolega ze studiów i „podchorążówki” nie zdecydował się na ucieczkę. Józef Marcinkiewicz trafił do obozu jenieckiego w Starobielsku. Wiosną 1940 został zamordowany przez funkcjonariuszy NKWD w Charkowie i pogrzebany potajemnie w masowej mogile w Piatichatkach, gdzie od 17 czerwca 2000 mieści się oficjalnie Cmentarz Ofiar Totalitaryzmu w Charkowie. Figuruje na Liście Starobielskiej NKWD, pod poz. 2160.
5 października 2007 minister obrony narodowej Aleksander Szczygło mianował go pośmiertnie na stopień kapitana. Awans został ogłoszony 9 listopada 2007 w Warszawie, w trakcie uroczystości „Katyń Pamiętamy – Uczcijmy Pamięć Bohaterów”.

### Działalność naukowa
Mimo zaledwie sześcioletniego okresu działalności naukowej ogłosił ponad 50 prac na temat teorii funkcji zmiennej rzeczywistej, szeregów trygonometrycznych, interpolacji funkcji wielomianami trygonometrycznymi, operacji funkcyjnych, układów ortogonalnych, funkcji zmiennej zespolonej i rachunku prawdopodobieństwa. Po powrocie do Polski w 1939 powierzył notatki i rękopisy rodzicom. Zostali oni w 1940 deportowani przez NKWD na Syberię, gdzie zmarli. Rękopisy Marcinkiewicza w konsekwencji zaginęły bez śladu.
Prace Marcinkiewicza oprócz oryginalnych i ważnych wyników zawierają wiele pomysłów, do dzisiaj nie do końca wykorzystanych, które wciąż inspirują matematyków. Jednym z ważniejszych wyników uzyskanych przez niego jest tzw. twierdzenie interpolacyjne Marcinkiewicza, które jest daleko idącym uogólnieniem twierdzenia Riesza-Thorina o interpolacji w przestrzeniach {\displaystyle L^{p}.} Stosując je, otrzymał wiele twierdzeń z teorii szeregów trygonometrycznych. W serii prac Marcinkiewicza wskazał na istotne różnice własności wielomianów interpolacyjnych funkcji ciągłych i wielomianów aproksymacyjnych sum częściowych tzw. szeregu Fouriera funkcji. W teorii prawdopodobieństwa znane jest twierdzenie Marcinkiewicza, które mówi o tym, że funkcja wykładnicza, której podstawą jest liczba e, a wykładnikiem wielomian stopnia wyższego niż dwa, nie jest funkcją charakterystyczną żadnej zmiennej losowej.

## Upamiętnienie
Oddział Toruński Polskiego Towarzystwa Matematycznego organizuje corocznie Konkurs im. Józefa Marcinkiewicza na najlepszą pracę studencką z matematyki.
Instytut Pamięci Narodowej zrealizował film dokumentalny poświęcony Józefowi Marcinkiewiczowi pt. „Wybraniec bogów".
Został upamiętniony na muralu sokólskiego Liceum Ogólnokształcącego.